# Asynapteron equatorianum
Asynapteron equatorianum là một loài bọ cánh cứng trong họ Cerambycidae.